# Sudas
Sudās was een koning uit de Rig-Veda. Hij stamde af van Divodasa.
Sudās was overwinnaar van de Slag van de Tien Koningen en vestigde daarmee de stam der Bhāratas.